# Eagles Mere
Eagles Mere és una població dels Estats Units a l'estat de Pennsilvània. Segons el cens del 2000 tenia 153 habitants.

## Demografia
Segons el cens del 2000, Eagles Mere tenia 153 habitants, 84 habitatges, i 51 famílies. La densitat de població era de 28,7 habitants per quilòmetre quadrat.
Dels 84 habitatges en un 6% hi vivien nens de menys de 18 anys, en un 53,6% hi vivien parelles casades, en un 4,8% dones solteres, i en un 38,1% no eren unitats familiars. En el 36,9% dels habitatges hi vivien persones soles el 19% de les quals corresponia a persones de 65 anys o més que vivien soles. El nombre mitjà de persones vivint en cada habitatge era d'1,82 i el nombre mitjà de persones que vivien en cada família era de 2,25.
Per edats la població es repartia de la següent manera: un 5,2% tenia menys de 18 anys, un 2,6% entre 18 i 24, un 17% entre 25 i 44, un 34% de 45 a 60 i un 41,2% 65 anys o més.
L'edat mediana era de 62 anys. Per cada 100 dones de 18 o més anys hi havia 83,5 homes.
La renda mediana per habitatge era de 40.833 $ i la renda mediana per família de 63.750 $. Els homes tenien una renda mediana de 36.250 $ mentre que les dones 17.813 $. La renda per capita de la població era de 29.052 $. Cap de les famílies i el 3,1% de la població estaven per davall del llindar de pobresa.

## Poblacions més properes
El següent diagrama mostra les poblacions més properes.